# Saint-Jean-de-Daye
Saint-Jean-de-Daye är en kommun i departementet Manche i regionen Normandie i norra Frankrike. Kommunen ligger i kantonen Saint-Jean-de-Daye som tillhör arrondissementet Saint-Lô. År 2022 hade Saint-Jean-de-Daye 645 invånare.

## Befolkningsutveckling
Antalet invånare i kommunen Saint-Jean-de-Daye
| Referens: INSEE |